# Maite Lanata
Maite Lanata (Quilmes, provincia de Buenos Aires; 21 de abril de 2000) es una actriz argentina.
Se hizo conocida tras interpretar a Alma Bilbao, una niña con autismo, en la telenovela El elegido. Por su calidad interpretativa fue nominada al premio Revelación de los Premio Martín Fierro, en el cual resultó ganadora de la terna. Luego interpretó a Luna Lunati en la serie El marginal y a Juani en la telenovela 100 días para enamorarse, cuyo personaje se destacó por mostrar la transición por la que pasa un chico trans. Recibió el premio Martín Fierro 2018 como mejor actriz de reparto por este último personaje.

## Biografía
Maite nació en la localidad de Quilmes, provincia de Buenos Aires, el 21 de abril del 2000. A los pocos años se mudó con su familia a Capital Federal.
"Con inquietudes por la actuación desde el Jardín de Infantes, “aunque mi papá quería que fuera periodista”, revive su paso por la escuela “Siglo Nuevo” de Colegiales, donde le gustaba participar en los actos. “Aunque era muy callada en el colegio, cuando actuaba me volvía extrovertida”, recuerda la joven que de niña se disfrazaba, armaba guiones y montaba obras de teatro para sus padres. "Desde el jardín fui así, me costaba hacer amistades, me quedaba observando a mis compañeros, al lado de la profesora. Y desde la observación se venían a mi mente distintas características para personajes"

### Carrera y estudios
Desde el año 2009 hasta el 2012 estudió teatro en la Escuela de Nora Moseinco. Durante el 2009 participó en dos cortometrajes: "Mineros de Chile" (de Nicolas Puenzo) y "Passage" (del director indio Sheknar Kapur). En el 2010, luego de un largo proceso de casting, quedó elegida para interpretar a Julia Castillo en la ópera prima de Javier Van de Couter, Mia, una película con una temática adelantada en cuanto al movimiento LGBT, anterior a la Ley del Matrimonio Igualitario, enfocada en la vida de las mujeres trans en la villa. 
"Cuando me eligieron para hacer 'Mía', aprendí muchísimo junto con mi mamá. Conocer la realidad de las travestis y las transexuales me hizo tener una mayor vision de la diversidad de género [...] Antes de quedar elegida para la película, hice unos gualichos: guardaba una carita de porcelana en una bolsa y no me quería sacar una campera roja con la que había ido al casting. Soy atea, pero creé la religión Verde-Naranja"
En el año 2011, previo al estreno de su debut en el cine, interpretó a un personaje que tocaba una temática nunca antes vista en la televisión argentina: una niña con autismo. La novela El Elegido sirvió como disparador para hablar sobre este trastorno neurológico durante las horas de mayor audiencia. Para crear a este personaje (Alma Bilbao) se entrenó durante tres meses, en los que aprendió a respirar, concentrarse y focalizar: 
"Las escenas en las que tenía ataques fuertes las preparábamos mucho antes porque se grababa una sola vez, salían de una. Fue muy difícil de interpretar, pero ya sabía de qué se trataba porque iba a un colegio integrador y tenía una compañera con autismo, así que saqué muchas cosas que veía en ella y también busqué muchos videos". 
Durante el 2012 y hasta el 2013 llevó a cabo una profundización actoral con Nora Moseico. En el 2015 realizó dos talleres en el IUNA (actual Universidad Nacional de las Artes): “Introducción al Teatro del Oprimido”, con Cecilia Lucino y Marina Biscotti, y “Disparando texto en acción”, con Diego y Leila Schmukler. A fines de ese año interpretó a Luna Lunati en El Marginal, una adolescente manipuladora, perversa y acomodada, hija de un Juez, que es secuestrada en una cárcel por Los Borges para saldar cuentas con el padre de la chica y recuperar un botín perdido. 
"Lo que más me ayudo para interpretar a Luna fue el contexto en el que grabamos. En la Ex Cárcel de Caseros, con sus paredes y techos derrumbados, el olor a humedad, los pasillos oscuros y llenos de expedientes de antiguos presos, etc. Todo ese clima me generaba inevitablemente una sensación de encierro que el personaje tenía que sentir"
Durante el último año de secundaria indagó en la Técnica de Improvisación de Alberto Ure de la mano de Cristina Banegas, en un taller intensivo. Al egresar, comenzó con las grabaciones de 100 días para enamorarse donde interpretó a Juan, un chico trans que al principio tenía muy definida su orientación sexual, le gustaban las mujeres, pero no así su identidad de género. A medida que fue avanzando la novela, se pudieron ver los cambios físicos de este chico, descubriéndose en plena adolescencia y transicionando con la contención de su familia y amigos, algo realmente novedoso para la televisión Argentina: contar la realidad LGBT adolescente. 
"En cuanto a su participación en 100 días Maite nos cuenta que: "Es un personaje complejo que para construirlo requiere de mucha información, de Educación Sexual Integral que hable de la diversidad de género, y eso hace que aprenda un montón y que todo el equipo y mismo los espectadores aprendan de la realidad del colectivo LGBT. Principalmente vi documentales, me informé con AFDA, fundación que ayudó con las escenas y la forma de transmitir lo teórico, y me sirvió bastante hablar con Lautaro Giménez, un chico trans que me pudo contar algunas de sus vivencias. Si bien la historia de Juan a veces puede parecer muy perfecta, muy color de rosas, es porque quisimos dejar un mensaje esperanzador para que haya más chicos trans empoderados y embanderados. Personajes que se involucran en lo social, son los que más me atrapan", concluye la actriz que al terminar el secundario dudó en anotarse en Ciencias de la Comunicación en la UBA y terminó optando por Licenciatura en Artes Dramáticas en la UNA”

Ese mismo año, 2018, realizó su debut en el teatro con la obra de Carla Moure, Jazmín de Invierno, cuya historia argumental iba y volvía en el tiempo a través de flashbacks desde los cuales se veía a la pequeña Jazmín con 10 años y a una Jazmín adolescente con 18 años. 
"Debido a los horarios de la tira y los ensayos y funciones de la obra, me anoté únicamente a dos materias en la facu: corporal y vocal. pero me ayudaron muchísimo para componer el matiz del personaje de Jazmín, la diferencia de la gravedad de la voz, la postura, los movimientos mas aniñados, etc. Lo mismo para Juan, con su encorbatura para ocular los pechos, su formas de sentarse y caminar, etc."
A finales del 2018 terminó de grabar la segunda temporada de El jardín de bronce, interpretando a Casilda / Moira Danubio, con Claudio Tolcachir, Joaquín Furriel, Luis Luque, entre otros.

## Filmografía

### Cine
| Año  | Título                         | Papel                  | Notas        |
| ---- | ------------------------------ | ---------------------- | ------------ |
| 2009 | Mineros de Chile               | Pequeña hija           | Cortometraje |
| 2009 | Passage                        | Abby                   | Cortometraje |
| 2011 | Mía                            | Julia Castillo         |              |
| 2015 | Francisco: el padre Jorge      | Amalia                 |              |
| 2018 | Yanka y el espíritu del volcán | Yanka                  |              |
| 2019 | Bruja                          | Fátima                 |              |
| 2019 | 4 metros                       | Gabi                   |              |
| 2020 | La corazonada                  | Minerva del Valle      |              |
| 2021 | La sombra del gato             | Emma                   |              |
| 2022 | El paraíso                     | Magdalena Scilko (voz) |              |
| 2023 | Lennons                        | Vagabunda              |              |
| 2025 | Gatillero                      | Isa                    |              |

### Televisión
| Año       | Título                               | Papel                            | Notas                                          |
| --------- | ------------------------------------ | -------------------------------- | ---------------------------------------------- |
| 2010      | Lo que el tiempo nos dejó            | Patricia                         | Episodio: «Los niños que escriben en el cielo» |
| 2010-2011 | Contra las cuerdas                   | Dalma                            |                                                |
| 2011      | El elegido                           | Alma Bilbao                      |                                                |
| 2014      | Somos familia                        | Malena Miranda                   |                                                |
| 2014      | La celebración                       | Lula                             | Episodio: «Niño»                               |
| 2016      | Ultimátum                            | Cecilia Lociur                   |                                                |
| 2016      | Estocolmo                            | Inés Pardo                       |                                                |
| 2016-2022 | El marginal                          | Luna Lunati                      |                                                |
| 2017-2023 | El jardín de bronce                  | Moira Danubio / Casilda Rauch    |                                                |
| 2018      | 100 días para enamorarse             | Juana / Juan Castelnuovo Salinas |                                                |
| 2019      | Argentina, tierra de amor y venganza | Carmen Trauman                   |                                                |
| 2023      | El reino                             | Alejandra Orsi                   |                                                |
| 2023      | Prócer                               | Eva Perón                        | Episodio: «Eva Perón»                          |
| 2025      | En el barro                          | Luna Lunati                      |                                                |

### Podcasts
| Año  | Título        | Papel    | Notas                        |
| ---- | ------------- | -------- | ---------------------------- |
| 2022 | Número oculto | Irina    | Episodio: «Pasados posibles» |
| 2025 | Dial          | Carolina |                              |

## Teatro
| Año  | Título             | Papel  | Lugar                              |
| ---- | ------------------ | ------ | ---------------------------------- |
| 2018 | Jazmín de invierno | Jazmín | Centro Cultural General San Martín |

## Premios y nominaciones
| Año  | Organización               | Categoría                                                   | Trabajo                  | Resultado | Ref(s) |
| ---- | -------------------------- | ----------------------------------------------------------- | ------------------------ | --------- | ------ |
| 2012 | Premios Martín Fierro      | Arista revelación                                           | El elegido               | Ganadora  | [ 10 ] |
| 2018 | Premios Los Más Clickeados | Famosos con más popularidad en internet                     | Ella misma               | Ganadora  | [ 11 ] |
| 2018 | Premios Luisa Vehil        | Revelación                                                  | Jazmín de invierno       | Ganadora  | [ 12 ] |
| 2018 | Premios ACE                | Revelación femenina                                         | Jazmín de invierno       | Nominada  | [ 13 ] |
| 2019 | Premios Martín Fierro      | Mejor actriz de reparto                                     | 100 días para enamorarse | Ganadora  | [ 14 ] |
| 2023 | Premios Cóndor de Plata    | Mejor actriz protagonista en drama                          | El jardín de bronce      | Nominada  | [ 15 ] |
| 2024 | Premios Produ              | Mejor actriz en serie de acción, policial, terror, thriller | El jardín de bronce      | Ganadora  | [ 16 ] |